# 64 Batalion Wsparcia Brygady (USA)

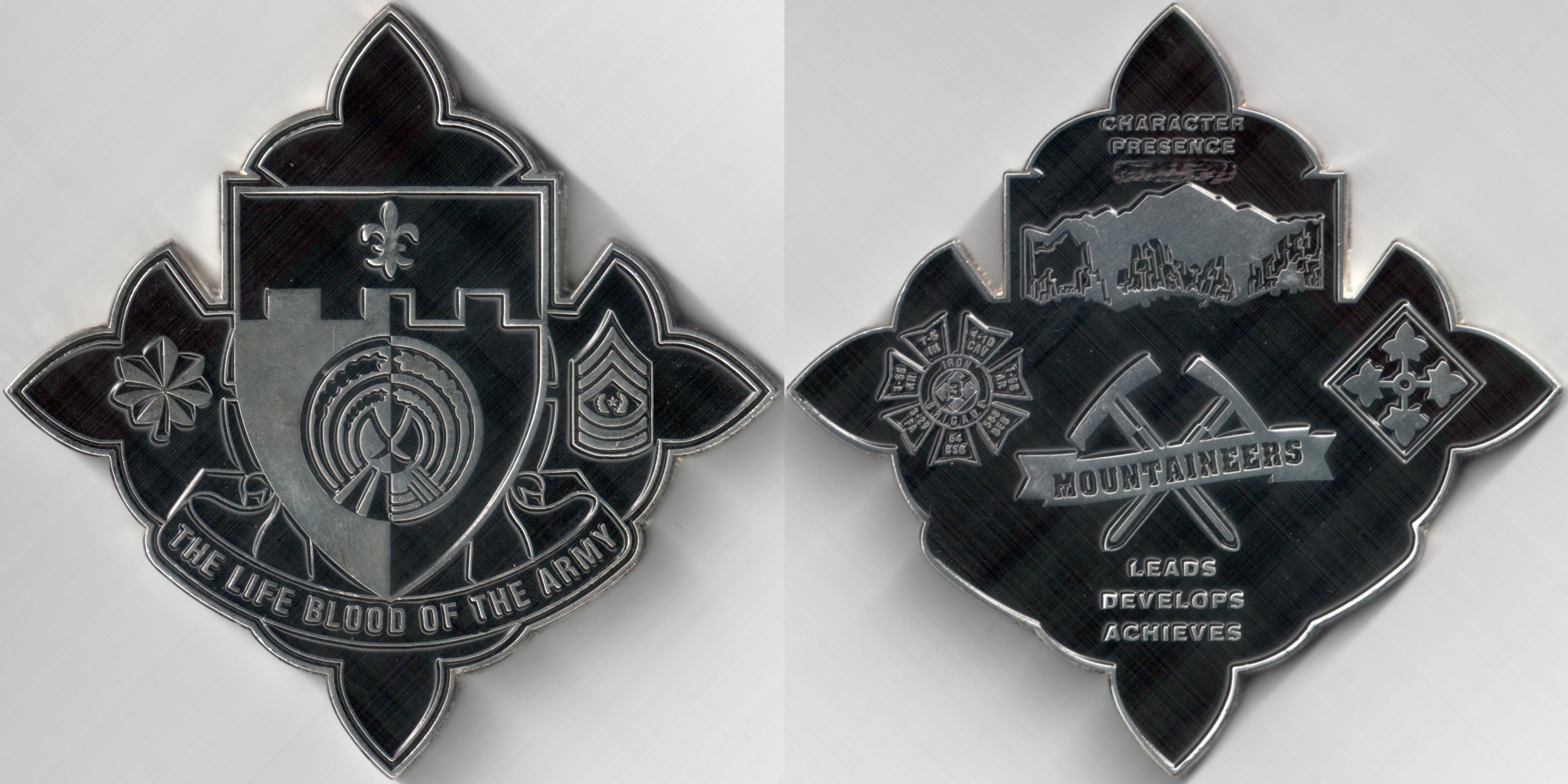
Challenge coin

64 Batalion Wsparcia Brygady (ang. 64th Brigade Support Battalion „Mountaineers”) – batalion wsparcia Armii Stanów Zjednoczonych, aktualnie przydzielony do 3 Pancernej Brygadowej Grupy Bojowej 4 Dywizji Piechoty (3rd Armored Brigade Combat Team, 4th Infantry Division).

## Struktura organizacyjna
Skład 2020
- dowództwo i kompania dowodzenia (HHC)
- kompania A – kompania transportowa i zaopatrzenia
- kompania B – kompania remontowa
- kompania C – kompania medyczna
- kompania D – kompania wsparcia dołączona do 4 szwadronu 10 pułku kawalerii (4-10 CAV)[2]
- kompania E „Workhorse” – kompania wsparcia dołączona do 1 batalionu 8 pułku piechoty (1-8 INF)[3]
- kompania F „Forerunner” – kompania wsparcia dołączona do 1 batalionu 68 pułku pancernego (1-68 AR)[4]
- kompania G „Spartans” – kompania wsparcia dołączona do 3 batalionu 29 pułku artylerii polowej (3-29 FAR)[5]

## Historia
64 batalion został utworzony w 1942 roku jako 64th Quartermaster Battalion. W sierpniu 1942 roku został przeprojektowany i aktywowany jako 64th Quartermaster Laundry Battalion. W 1943 został ponownie przeprojektowany w dowództwo i oddział sztabowy 64 batalionu kwatermistrzowskiego, któremu przydzielono 4 odrębne kompanie. W 1948 jednostkę przydzielono do regularnej armii. W 1949 roku batalion dezaktywowano w Camp Lee w Wirginii.
W latach 1950–1953 jednostka była aktywowana do służby w Europie podczas zimnej wojny. W 1963 roku 64 batalion kwatermistrzowski został aktywowany do służby w Wietnamie i tam w 1970 roku został ponownie dezaktywowany.
1 grudnia 1975 jednostka została przeprojektowana w dowództwo i oddział sztabowy 64 batalionu wsparcia. Wraz ze swoimi kompaniami jednostka została reaktywowana i przydzielona do 4 Dywizji Piechoty (Zmechanizowanej) i służyła w Niemczech do czasu jej dezaktywacji w 1984 roku. 15 maja 1987 64 batalion wsparcia został reaktywowany w Fort Carson w Kolorado.
W grudniu 2004, w ramach przekształcenia 4 Dywizji Piechoty w modułową strukturę sił armii amerykańskiej, 64 batalion wsparcia został dezaktywowany i zwolniony z przydziału do 4 Dywizji Piechoty. Następnie został zreorganizowany i przeprojektowany w 64 Batalion Wsparcia Brygady, ponownie aktywowany i przydzielony do zreorganizowanej i przeprojektowanej 3 Pancernej Brygadowej Grupy Bojowej, stając się jej organicznym batalionem wsparcia.
1 stycznia 2006 roku 64 batalion jako element 3 Pancernej Brygadowej Grupy Bojowej 4 Dywizji Piechoty uczestniczył w operacji Iraqi Freedom, w ramach większej grupy Task Force Brothers dowodzonej przez generała Thomasa R. Turnera - dowódcę 101 Dywizji Powietrznodesantowej. Misją 3 Brygady było szkolenie irackich sił bezpieczeństwa, pomoc w odbudowie infrastruktury prowincji Diyala, a także dalsze wykorzenianie sił antyirackich zamieszkujących ten region.
Od stycznia 2017 jako pierwsza, a od czerwca 2022 jako dziewiąta rotacyjna zmiana w ramach operacji Atlantic Resolve batalion stacjonował w Skwierzynie.

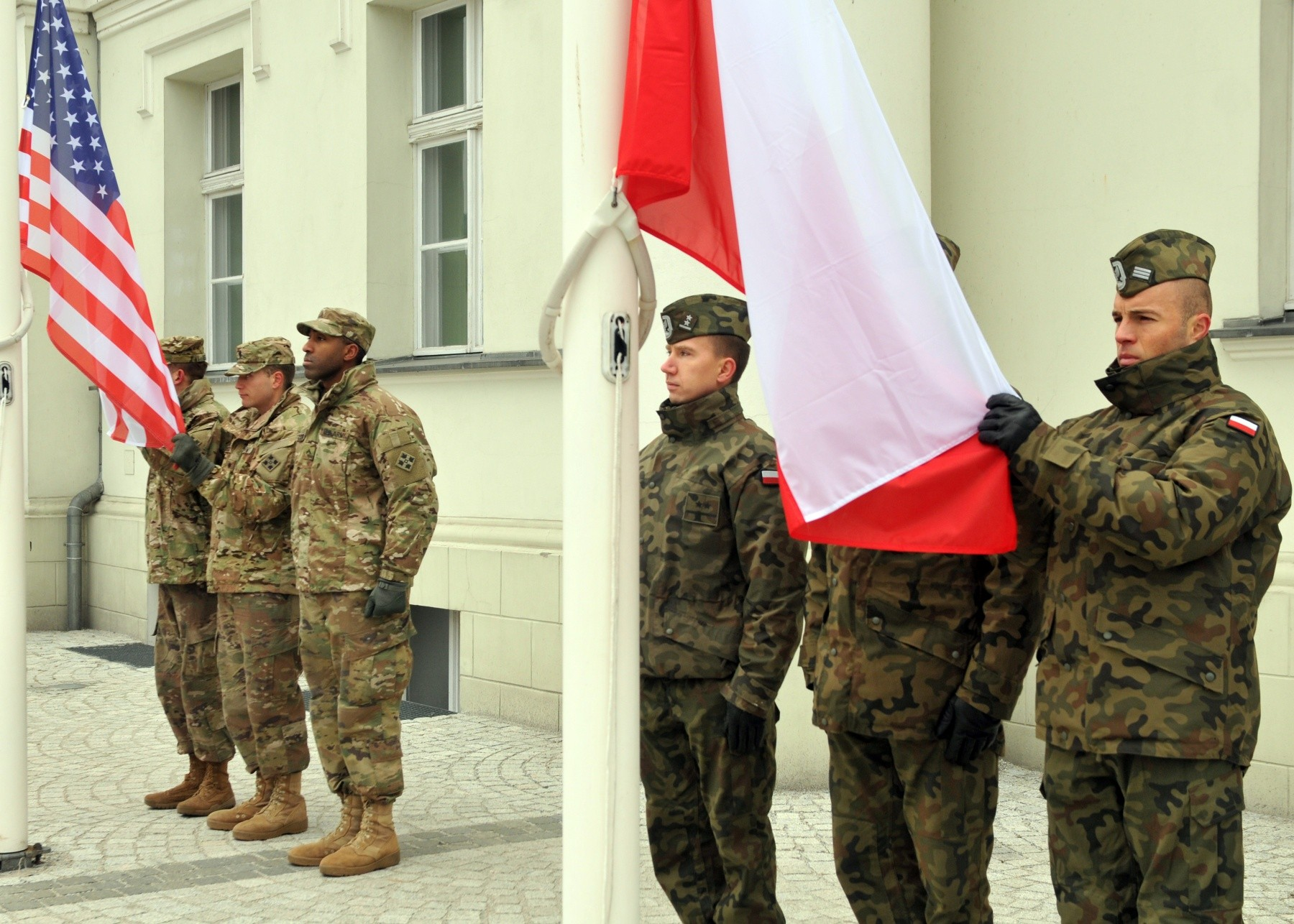
Żołnierze 64 BSB i żołnierze 35. drOP podczas uroczystości powitania wojsk amerykańskich w Skwierzynie (2017).